# توني شوارتز
توني شوارتز (بالإنجليزية: Tony Schwartz)‏ هو صحفي وكاتب أمريكي ولد في سنة 1952، إشتهر بتأليفه لكتاب ترامب: فن الصفقة بالمشاركة مع الرئيس الأمريكي دونالد ترامب وهو ابن الكاتبة النسوية فيليس شوارتز.

## وصلات خارجية
- توني شوارتز على موقع IMDb (الإنجليزية)